# Contea di Teton (Wyoming)
La contea di Teton (in inglese Teton County) è una contea dello Stato del Wyoming, negli Stati Uniti. La popolazione al censimento del 2000 era di 18 251 abitanti. Il capoluogo di contea è Jackson.

## Geografia
La contea si trova nel nord-ovest dello Stato. Il 97% del territorio appartiene al governo federale. Il territorio è prevalentemente montuoso.
Nella contea si trovano diverse aree protette nazionali, come la foresta nazionale di Bridger-Teton, la foresta nazionale di Caribou-Targhee, il John D. Rockefeller, Jr. Memorial Parkway, il National Elk Refuge e la foresta nazionale di Shoshone. Contiene inoltre, l'intero Parco nazionale del Grand Teton e il 40,4 % del Parco nazionale di Yellowstone. La contea di Teton comprende infine anche il Mormon Row Historic District, iscritto nel National Register of Historic Places, e l'area sciistica di Jackson Hole.

## Storia
La contea fu creata nel 1921 dalla parte nord della contea di Lincoln. Deve il suo nome al Teton Range, la catena montuosa attraversa la contea.

### Contee confinanti
- Contea di Park - nord-est
- Contea di Fremont - est
- Contea di Sublette - sud-est
- Contea di Lincoln - sud
- Contea di Bonneville (Idaho) - sud-ovest
- Contea di Teton (Idaho) - sud-ovest
- Contea di Fremont (Idaho) - ovest
- Contea di Gallatin (Montana) - nord-ovest

## Comuni

### Town
- Jackson (capoluogo)

### Census-designated places[edit]
- Alta
- Hoback
- Kelly
- Moose Wilson Road
- Rafter J Ranch
- South Park
- Teton Village
- Wilson